# Symfonie č. 9 (Beethoven)
Symfonie č. 9 d moll, Op. 125 „S Ódou na radost“, je poslední dokončená symfonie německého hudebního skladatele Ludwiga van Beethovena (1824). Autor zde v poslední, čtvrté větě použil sborový zpěv jakožto nový prvek, který je v symfoniích zcela neobvyklý. Jako text této části využil báseň svého přítele Friedricha Schillera Óda na radost z roku 1785 (přepracováno 1803). Zpívaná část a současně nejznámější motiv této skladby se stala roku 1985 hymnou Evropského společenství (dnes Evropská unie), viz hymna Evropské unie.

## Hudební věty

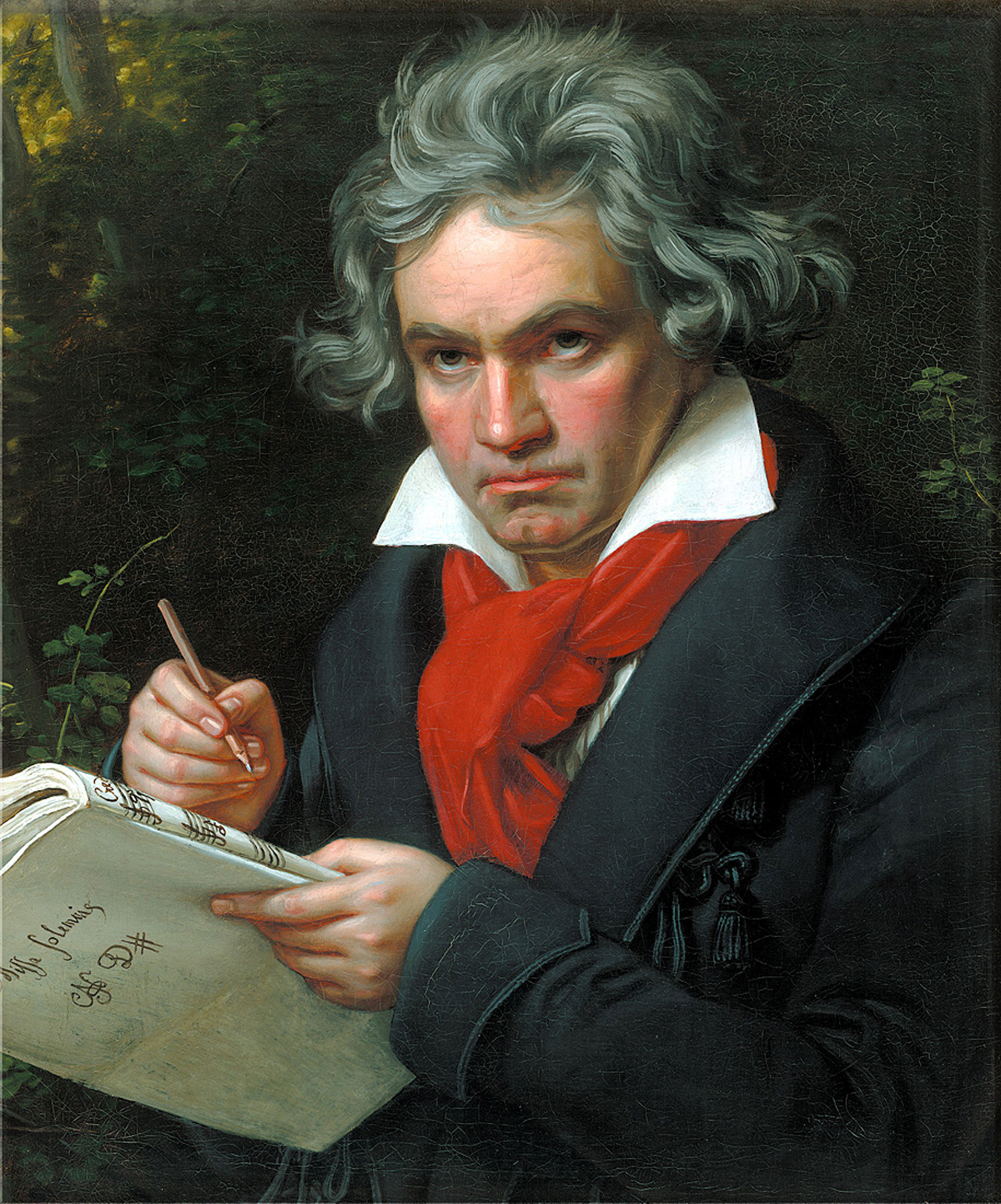
Během skládání 9. symfonie, svého pravděpodobně nejslavnějšího díla, byl Beethoven už úplně hluchý.

1. Allegro ma non troppo, un poco maestoso
2. Molto vivace
3. Adagio molto e cantabile
4. Presto

## Óda na radost – text
Slova, která napsal Beethoven (nikoli Schiller) jsou psána kurzívou.
| Německý originál | český překlad (Pavel Eisner) |
| O Freunde, nicht diese Töne! Sondern laßt uns angenehmere anstimmen, und freudenvollere. Freude! Freude! | |
| Freude, schöner Götterfunken Tochter aus Elysium, Wir betreten feuertrunken, Himmlische, dein Heiligtum! Deine Zauber binden wieder Was die Mode streng geteilt; Alle Menschen werden Brüder, Wo dein sanfter Flügel weilt.                            | Radosti, ty jiskro boží, dcero, již nám ráj dal sám! Srdce vzňaté žárem touží, nebeský tvůj krásy chrám. Kouzlo tvé teď opět víže, co kdy čas tak dělil rád, zástup lidstva sbratřen blíže cítí van tvých křídel vát.                       |
| Wem der große Wurf gelungen, Eines Freundes Freund zu sein; Wer ein holdes Weib errungen, Mische seinen Jubel ein! Ja, wer auch nur eine Seele Sein nennt auf dem Erdenrund! Und wer's nie gekonnt, der stehle Weinend sich aus diesem Bund!           | Komu štěstí v žití přálo, v příteli že štít svůj máš, komu věrnou ženu dalo, mísit pojď se v jásot náš! Sám byť jenom jednu duši svojí na tom světě zval! V díle tom kdo nezdar tuší, od nás ber se s pláčem dál!                           |
| Freude trinken alle Wesen An den Brüsten der Natur; Alle Guten, alle Bösen Folgen ihrer Rosenspur. Küße gab sie uns und Reben, Einen Freund, geprüft im Tod; Wollust ward dem Wurm gegeben, Und der Cherub steht vor Gott.                             | Radost každá bytost sáti, přírodo, chce z ňader tvých; zlý a dobrý chce se bráti v jejích stopách růžových. Révy žár nám, pocel smavý, na smrt věrný přítel dán; vášně plam dán červu žhavý, světlý cherub dlí, kde Pán.                    |
| Froh, wie seine Sonnen fliegen Durch des Himmels prächt'gen Plan, Laufet, Brüder, eure Bahn, Freudig, wie ein Held zum Siegen. | Dál, jak jeho slunci roje nebes modrou nádherou, spějte, bratří, drahou svou směle, jak by rek šel v boje. |
| Seid umschlungen, Millionen! Diesen Kuß der ganzen Welt! Brüder, über'm Sternenzelt Muss ein lieber Vater wohnen. Ihr stürzt nieder, Millionen? Ahnest du den Schöpfer, Welt? Such' ihn über'm Sternenzelt! Über Sternen muss er wohnen.               | V náruč spějte, milióny! Zlíbat svět kéž dáno nám! Bratři! Hvězd kde žárný stan, dobrý Otec zří z mlh clony. Dlíte v prachu, milióny? V bázni tvůrce tuší svět? Pátrej, hvězd kde bezpočet! V záři ční tam božské trůny.                    |
| Finale: Seid umschlungen, Millionen! Diesen Kuß der ganzen Welt! Brüder, über'm Sternenzelt Muss ein lieber Vater wohnen. Seid umschlungen, Diesen Kuß der ganzen Welt! Freude, schöner Götterfunken Tochter aus Elysium, Freude, schöner Götterfunken | Finale: V náruč spějte, milióny! Zlíbat svět kéž dáno nám! Bratři! Hvězd kde žárný stan, dobrý Otec zří z mlh clony. V náruč spějte, Zlíbat svět kéž dáno nám! Radosti, ty jiskro boží, dcero, již nám ráj dal sám! Radosti, ty jiskro boží |